# Minivet ventreblanc
El minivet ventreblanc (Pericrocotus erythropygius) és una espècie d'ocell de la família dels campefàgids (Campephagidae).

## Hàbitat i distribució
Habita zones amb matoll, praderies i sabanes de l'Índia peninsular a les regions àrides des de l'est de Punjab, est de Rajasthan i Gujarat cap a l'est fins al sud-oest de Bihar i cap al sud fins Mysore.